# San Isidro, Baja California
San Isidro är en ort i Mexiko.   Den ligger i kommunen Mexicali och delstaten Baja California, i den nordvästra delen av landet, 2 200 km nordväst om huvudstaden Mexico City. San Isidro ligger 11 meter över havet och antalet invånare är 124.
Terrängen runt San Isidro är mycket platt. Runt San Isidro är det ganska tätbefolkat, med 58 invånare per kvadratkilometer. Närmaste större samhälle är Mexicali, 10,5 km sydväst om San Isidro. Omgivningarna runt San Isidro är i huvudsak ett öppet busklandskap.